# Ludovic Vo
Ludovic Vo, né le 5 janvier 1978 à Paris, est un taekwondoïste français.

## Biographie
Il est sacré champion d'Europe de la catégorie poids mouches en 2002, et termine troisième des Championnats d'Europe 1996 et 2004. Il est aussi médaillé de bronze aux Championnats du monde de taekwondo 1997, double champion du monde universitaire en 1998 et 2004, champion du monde militaire en 1999,  médaillé de bronze de l'Universiade d'été de 2003, médaillé de bronze aux Championnats du monde junior de 1996 et vice-champion d'Europe junior 1996.
Il devient par la suite entraîneur, étant notamment coach de l'équipe olympique de taekwondo aux Jeux olympiques d'été de 2008.
Durant les Jeux olympiques 2020 à Tokyo, il est consultant pour Eurosport et commente les épreuves de taekwondo.